# Astripomoea hyoscyamoides
Astripomoea hyoscyamoides là một loài thực vật có hoa trong họ Bìm bìm. Loài này được (Vatke) Verdc. mô tả khoa học đầu tiên năm 1958.